# Distretto di Delhi Sud
Il distretto di Delhi Sud è un distretto di Delhi, in India, di 2 258 367 abitanti. La sede del distretto è situata nel quartiere di Hauz Khas.